# Camille Henri Guillier de La Touche
 (mai 2024).
Camille Henri Guillier de La Touche (4 mai 1800, Angers - 3 septembre 1856, Angers), est un homme politique français.

## Biographie
Fils de Camille Guillier de la Touche et de Henriette Richard du Vernay, en relations de famille avec La Fayette, il se mêla de bonne heure aux luttes libérales, comme ses camarades de l'École de médecine. Il était interne à Bicêtre, quand on y amena les quatre sergents de La Rochelle. Peut-être aurait-il réussi à les faire évader, s'il n'eût été dénoncé par l'aumônier. Il dut lui-même se cacher dans l'amphithéâtre, où, pour le soustraire aux poursuites dont il était l'objet, un de ses amis le jeta précipitamment dans une bière. Il retourna ensuite dans son pays natal. 
Maire d'Angers le 28 février 1848, il fut élu représentant de Maine-et-Loire à l'Assemblée constituante le 23 avril 1848, siégea à droite, fit partie du comité des finances et vota pour le décret sur les clubs, pour les poursuites contre Louis Blanc et Caussidière, contre l'abolition de la peine de mort, contre l'impôt progressif, contre l'incompatibilité des fonctions, contre l'amendement Grévy, contre la sanction de la Constitution par le peuple, pour l'ensemble de la Constitution, pour la proposition Rateau, pour l'expédition de Rome. 
Favorable à la politique de l'Élysée, il fut réélu à la Législative le 13 mai 1849. Il rentra dans la vie privée après le coup d'État du 2 décembre 1851.

## Sources
- « Camille Henri Guillier de La Touche », dans Adolphe Robert et Gaston Cougny, Dictionnaire des parlementaires français, Edgar Bourloton, 1889-1891 [détail de l’édition]